# RAM Automotive
RAM Automotive var ett brittiskt formel 1-stall som tävlade i slutet av 1970-talet och början av 1980-talet. Framgångarna uteblev, varför man övergick till Formel 3000 under namnet RAM Motorsport, men där gick det lika illa.

## F1-säsonger
| Säsong | Tävlingsnamn                                                   | Bil           | Motor                    | Däck | Poäng | VM-plac. | Förare 1        | Förare 2        | Övriga förare                                                                     |
| ------ | -------------------------------------------------------------- | ------------- | ------------------------ | ---- | ----- | -------- | --------------- | --------------- | --------------------------------------------------------------------------------- |
| 1976   | RAM Racing                                                     | Brabham BT44B | Ford Cosworth DFV 3.0 V8 | G    | 0     | (14:e)   | Loris Kessel    |                 | Emilio de Villota Bob Evans Damien Magee Jac Nelleman Patrick Nève Rolf Stommelen |
| 1976   | RAM Racing with Lavazza                                        | Brabham BT44B | Ford Cosworth DFV 3.0 V8 | G    | 0     | (14:e)   |                 | Lella Lombardi  |                                                                                   |
| 1977   | RAM Racing/F & S Properties                                    | March 761     | Ford Cosworth DFV 3.0 V8 | G    | 0     | (13:e)   | Boy Hayje       |                 | Michael Bleekemolen Mikko Kozarowitzky                                            |
| 1977   | RAM Racing                                                     | March 761     | Ford Cosworth DFV 3.0 V8 | G    | 0     | (13:e)   | Andy Sutcliffe  |                 |                                                                                   |
| 1980   | RAM/Williams Grand Prix Engineering RAM/Penthouse-Rizla Racing | Williams FW07 | Ford Cosworth DFV 3.0 V8 | G    | 0     | (1:a)    | Rupert Keegan   |                 |                                                                                   |
| 1980   | RAM/Rainbow Jeans Racing                                       | Williams FW07 | Ford Cosworth DFV 3.0 V8 | G    | 0     | (1:a)    |                 | Geoff Lees      |                                                                                   |
| 1980   | RAM/Theodore/Rainbow Jeans Racing                              | Williams FW07 | Ford Cosworth DFV 3.0 V8 | G    | 0     | (1:a)    | Kevin Cogan     |                 |                                                                                   |
| 1983   | RAM Automotive Team March                                      | RAM 01        | Ford Cosworth DFV 3.0 V8 | P    | 0     | 14:e     | Kenny Acheson   |                 | Eliseo Salazar Jean-Louis Schlesser Jacques Villeneuve Sr                         |
| 1984   | Skoal Bandit Formula 1 Team                                    | RAM 02        | Hart 1.5 L4T             | P    | 0     | 13:e     | Philippe Alliot | Jonathan Palmer | Mike Thackwell                                                                    |
| 1985   | Skoal Bandit Formula 1 Team                                    | RAM 03        | Hart 1.5 L4T             | P    | 0     | 11:a     | Philippe Alliot | Kenny Acheson   | Manfred Winkelhock                                                                |